# Pat Sansone
Pat Sansone, nacido como Patrick Anthony Sansone (21 de junio de 1969) es un multiinstrumentista de las bandas Wilco y The Autumn Defense.

## Inicios
Sansone nació en Meridian, Misisipi. Tras ingresar a la Universidad del Sur de Misisipi, Sansone conoció a Will Martin y Eddie Bo McRaney y fundó Beagle Voyage, un trío en el que tocaba la guitarra. Sansone pasó luego a ser el guitarrista de Stretch Armstrong, una banda con influencias de Black Sabbath y Buttlehole Surfers. Poco tiempo después, Sansone formó Birdy junto con Trey Batson, Ike Marr y Glen Graham, con quien luego tocaría la batería en Blind Melon. El multiinstrumentista también ha trabajado como músico de estudio y productor. En 2000, comenzó a ser el bajista de Extra Virgin junto con Roger Stevens, anteriormente integrante de Blind Melon. 

## Wilco y The Autumn Defense
En 1999 formó su propio proyecto, The Autumn Defense en Nueva Orleans con su amigo John Stirratt de Wilco y con el grabó cuatro álbumes. Como productor y músico de estudio contribuyó en álbumes de Joseph Arthur, Andrew Bird, Josh Rouse, Mavis Staples, Swan Dive, Jenifer Jackson, Ryan Adams, The Clientele, entre otros.
En 2004 Sansone se unió a Wilco antes de su gira para promocionar A Ghost Is Born y tras la partida del multiinstrumentista Leroy Bach. En ella, el músico tocó la guitarra, el teclado, las maracas y muchos otros instrumentos, así como cantaba las armonías vocales. También ayudó a componer y grabar el álbum de 2007 del grupo Sky Blue Sky, Wilco (The Album) (2009) y The Whole Love (2011).

## Otros proyectos
En 2009 Sansone figuró como invitado en el álbum de Dawes North Hills. En 2010 Sansone figuró en los créditos del álbum Familial del baterista de Radiohead Phil Selway;  en los de Compass, de Jamie Lidell y en los de You Are Not Alone de Mavis Staples.
En 2010 Sansone lanzó un libro de fotografía llamado 100 Polaroids, una colección de fotografías en polaroid tomadas con una cámara SX70. Comenzó a tomarlas en 2006 y continuó haciéndolo en los años siguientes durante sus giras con Wilco y Autumn Defense. Lo publicó a través de su propia editorial, Sansonica Books.